# Gamal Al-Ghandour
Gamal Mahmoud Ahmed El-Ghandour (arab. جمال محمود الغندور; ur. 12 czerwca 1957) – emerytowany egipski sędzia piłkarski.

## Kariera
Al-Ghandour rozpoczął karierę międzynarodową w 1993 r. od sędziowania w meczu kwalifikacyjnym (Uganda – Sudan) do Pucharu Narodów Afryki 1994. Ważniejsze mecze i turnieje, które później sędziował, to mecz finałowy w Pucharze Narodów Afryki w 2002 Senegal – Kamerun (0:0, 3:2k), drugi mecz finałowy Pucharu Afryki w 2002 roku (Kotoko (Ghana) – WAC (Maroko)), pięć kolejnych Pucharów Narodów Afryki: 1994, 1996, 1998, 2000, i 2002. Jest pierwszym afrykańskim sędzią prowadzącym mecz w Mistrzostwach Europy w piłce nożnej 2000 (Norwegia – Hiszpania, 1:0). Brał udział w Igrzyskach Olimpijskich (1996), jednym Pucharze Konfederacji FIFA (2001) i jednym Pucharze Azji. Najważniejszymi turniejami w których uczestniczył były Mistrzostwa Świata w piłce nożnej: Francja 1998 i Korea/Japonia 2002.
Z tym ostatnim turniejem wiążą się największe kontrowersje w jego karierze. 22 czerwca 2002 r. sędziował mecz Hiszpania – Korea Południowa. W meczu tym nie uznał dwóch bramek strzelonych prawidłowo przez graczy Hiszpanii, a jego sędziowie liniowi (z Ugandy i Trynidadu-Tobago) dwukrotnie błędnie uznali hiszpańskie ataki za spalone. Po tym turnieju sędzia zakończył karierę międzynarodową.